# Tony Becker
Tony Becker (14 de septiembre de 1963) es un actor estadounidense, conocido por su papel de Daniel 'Danny' Purcell en la serie Tour of Duty de CBS (1987-1990).

## Biografía
El primer papel de televisión de Becker estaba en la sitcom de corta duración de la cadena ABC The Texas Wheelers a los 11 años. También coprotagonizó la serie de The Oregon Trail y For Love and Honor y tuvo un papel recurrente como Drew en Los Walton. También participó en películas de esta serie con el mismo papel.
Además, fue estrella invitada en numerosas series de televisión como Marcus Welby, M.D., Lou Grant, Little House on the Prairie, Knots Landing, Matlock, Walker, Texas Ranger y Melrose Place. También tuvo un pequeño papel en la película de 1986 de acción Iron Eagle.

## Filmografía
- The Texas Wheeler (1974)
- Marcus Welby (1976) - Brian Brendan
- The Oregon Trail (1976-1977) - William Thorpe
- Lou Grant (1978) - Jerry Harper
- Little House on the Prairie (1979) - Zeke
- The Waltons (1980-1981) - Drew
- Mother's Day on Walton's Mountain (1982) - Drew
- A Wedding on Walton's Mountain (1982) - Drew Cutler
- For Love and Honor (1983-1984) - Utah Wilson
- Iron Eagle (1986)
- Tour of Duty (1987-1990) - Daniel "Danny" Percell
- A Walton Thanksgiving Reunion (1993) - Drew
- A Walton Wedding (1995) - Drew
- Walker, Texas Ranger (1996) - Harlan Bridges
- A Walton Easter (1997) - Drew
- Ghost Town (2007)